# Alexander Vraciu
Alexander Vraciu (né le 2 novembre 1918 et décédé le 29 janvier 2015) fut un pilote de chasse, as de l’United States Navy durant la Seconde Guerre mondiale. Lors d’un combat, il a abattu six bombardiers en piqué japonais en huit minutes.

## Biographie
Les parents de Vraciu étaient originaires de Roumanie. Ils ont immigré aux États-Unis au début du XXe siècle, s’installant à East Chicago, Indiana où est né Alexander. Début 1941, il est diplômé de DePauw University.

### Seconde guerre mondiale
En juin 1941 il s’engagea comme aviateur dans l'United States Navy Reserve. En janvier 1942 il entre à l’école de l’Aéronavale. En août 1942 il est promu au grade d'ensign (équivalent dans la marine française : enseigne de vaisseau de 2e classe). Fin mars 1943 il est affecté à l’escadrille de chasse VF-6, commandée par le célèbre Edward « Butch » O’Hare, le premier as de l’US Navy de la guerre. Edward O’Hare prend Vraciu comme ailier et lui donne des conseils précieux sur le combat aérien, qui lui sauveront la vie et lui permettront de devenir un as à son tour.
L’escadrille part au combat en octobre 1943, avec le porte-avions USS Independence. Vraciu remporte sa première victoire durant une attaque contre l’île de Wake le 10 octobre 1943. Il mitraille au sol un chasseur Mitsubishi Zero puis abat un bombardier Mitsubishi G4M ("Betty").
L’escadrille VF-6 est transférée sur l’USS Intrepid. Le 29 janvier 1944, Vraciu abat trois autres bombardiers Betty au-dessus de Kwajalein (île de Roi), suivis par quatre chasseurs au-dessus de l’atoll de Truk le 17 février 1944. Ce score de neuf victoires en fait le plus grand as de la VF-6, ce qu’il restera durant toute la guerre.
Bien qu’il ait la possibilité de rentrer aux États-Unis, Vraciu demanda à rester au combat et rejoignit en février 1944 l’escadrille VF-16 à bord de l’USS Lexington. Il était alors lieutenant (junior grade) (équivalent dans la marine française : enseigne de vaisseau de 1re classe). À la mi-juin, il avait 12 victoires à son palmarès, un record pour un pilote embarqué à cette époque.

### La journée du tir aux pigeons (19 juin 1944)
Le 19 juin 1944 est le jour de gloire d’Alexander Vraciu. Ce jour est passé dans les annales de l’United States Navy sous le nom de « journée du tir aux pigeons ». Ce jour-là, qui ouvre la première bataille de la mer des Philippines, la flotte japonaise de l’amiral Ozawa lance ses avions sur la Task Force 58, commandée par l’amiral Mitscher, chargée de couvrir les débarquements dans l’archipel des Mariannes. C’est une armada aérienne qui fonce sur les navires américains : pas moins de 242 avions, dont 122 chasseurs et chasseurs-bombardiers. Prévenus par leurs radars, les Américains font décoller les Grumman F6F Hellcat, qui prennent position loin en avant pour attendre l’ennemi. Mais les pilotes de la marine impériale japonaise ont perdu de leur superbe. Les vétérans expérimentés ont progressivement disparu dans les durs combats qui, depuis la bataille de la mer de Corail, ont rarement tourné à l’avantage des Japonais. Les nouveaux pilotes ne font plus montre de l’agressivité ni de la valeur technique qui rendaient leurs aînés si redoutables. Leurs avions sont désormais surclassés dans tous les domaines par les appareils américains, et le Grumman F6F Hellcat règne en maître incontesté au-dessus du Pacifique. La bataille s’engage, et c’est un véritable massacre. Les pilotes américains revendiquent 134 victoires. Les Japonais admettront la perte de 145 appareils. L’United States Navy ne déplore la perte que de 26 appareils. La réussite de l’escadrille VF-16 du Lexington domine les autres. Ses 24 pilotes sont crédités de 44 victoires, sans aucune perte. Les pilotes reviennent à bord du porte-avions, très exaltés. Leurs récits sont fantastiques. Les victoires multiples ne se comptent plus. Mais un pilote surpasse encore les autres. C’est Alexander Vraciu. 

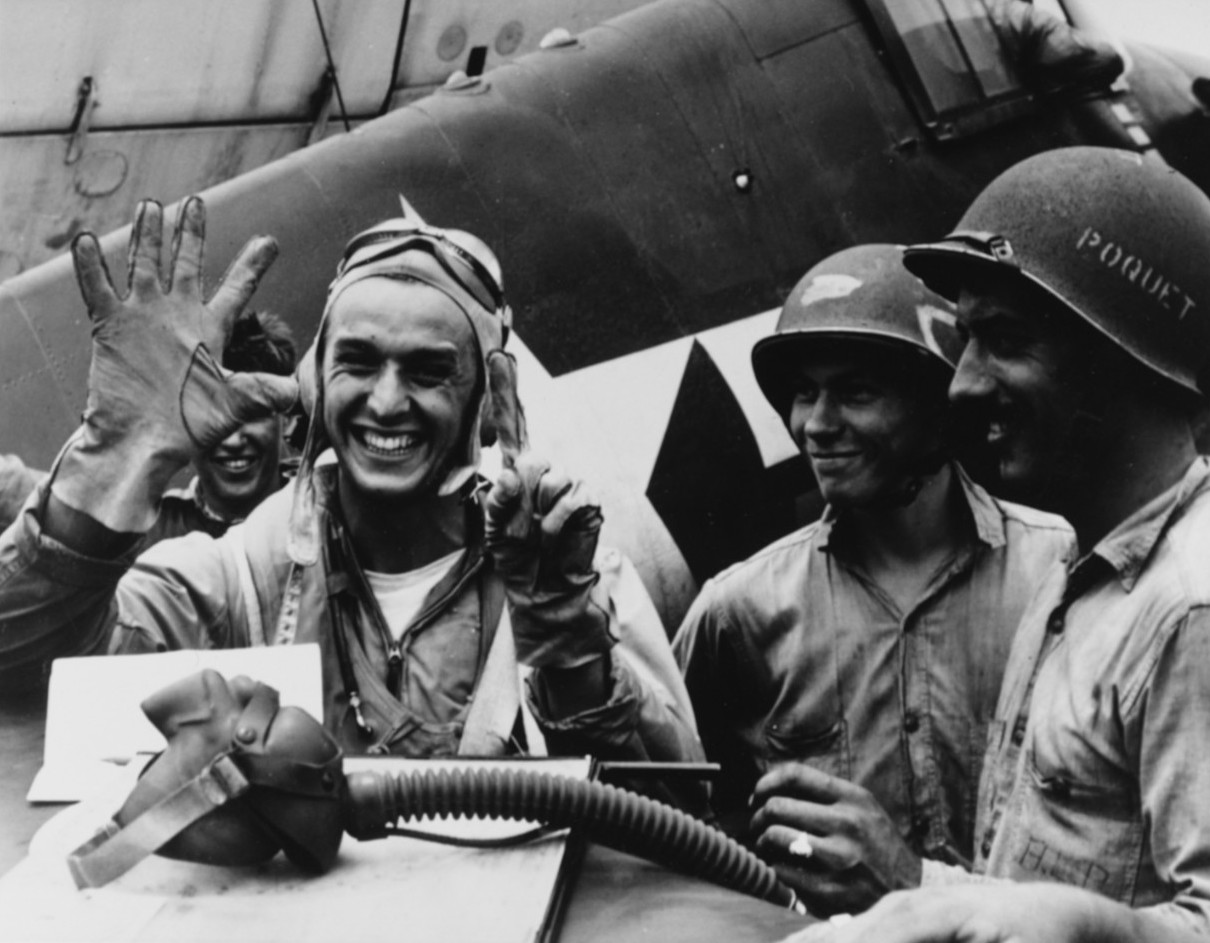
Le Lt. Alex Vraciu utilise ses mains pour montrer comment il a abattu six avions le 19 juin 1944, tous des Yokosuka D4Y « Judy ».

 Il a intercepté une formation de bombardiers en piqué Yokosuka D4Y « Judy » et en a abattu six en quelques minutes. Après son appontage sur le Lexington, les armuriers découvrirent qu’il n’avait tiré que 360 balles. En moyenne, chacune de ces six victoires avait été obtenue par une rafale de moins de cinq secondes.
Le palmarès de Vraciu passe de 12 à 18 victoires confirmées. Le lendemain, alors qu’il escorte des bombardiers, il remporte une 19e victoire et devient l’as no 1 des unités embarquées de l’United States Navy. Pour cet exploit, Vraciu est nommé pour la Médaille d’Honneur. Cependant, quand la proposition atteint le bureau de l’amiral George D. Murray au Quartier Général de la flotte du Pacifique à Hawaï, la décoration a été ramenée à une Navy Cross.
Peu après, Vraciu est renvoyé aux États-Unis pour faire la promotion des obligations de guerre. Il y épouse sa petite amie Kathryn Horn, qui lui donnera trois filles et deux fils après la guerre. Plus tard en 1 944, Vraciu parvient à obtenir un nouveau tour d’opérations dans le Pacifique. Cette fois il vole avec la VF-20. Après seulement deux missions, en décembre 1944 il est abattu par la défense anti-aérienne durant une mission au-dessus des Philippines. Il est sauvé par des résistants Philippins, qui le nomment chef d’une unité de guérilla de 180 hommes. Six semaines plus tard il reprend contact avec les forces américaines, et retrouve la United States Navy.
Vraciu termine la guerre comme le quatrième as de l'United States Navy en nombre de victoires. II quitte définitivement le Pacifique en février 1945 et devient pilote d’essai à Naval Air Station Patuxent River. Promu commander, il commande la VF-51 de 1956 à 1958 et remporte le concours de tir aérien de l’United States Navy édition 1957. Il prend sa retraite le 18 janvier 1964 et vit à Danville, Californie.
Il a fait une apparition dans "The Zero Killer", un épisode de janvier 2007 de la série TV « Dogfights » sur History Channel.

## Distinctions
Pour ses faits d’armes durant la Seconde Guerre mondiale, Vraciu reçut les médailles suivantes :
- Naval Aviator Badge
- Navy Cross
- Distinguished Flying Cross avec deux étoiles en or
- Air Medal avec trois étoiles en or
- United States Navy High Individual - Aerial Gunnery - 1957